# Diego Echeverría Recabarren
Diego Echeverría Recabarren; político y abogado chileno. Nació en Santiago, el 12 de febrero de 1813. Falleció en la misma ciudad, el 15 de septiembre de 1863. Hijo de José Joaquín de Echeverría y Larraín y doña Rafaela Recabarren Aguirre. Casado con Rita Larraín Gandarillas, con quien tuvo descendencia.
Estudió en el Instituto Nacional, donde obtuvo título en Leyes. Solo en 1848 logró la licencia de abogado de la Universidad de Chile. Trabajó como abogado los primeros años. Luego pasó a la administración pública como juez de policía local de la Municipalidad de Santiago.
Ingresó al Liberal, el que lo llevó a la Cámara de Diputados en 1846, representando a Concepción y Lautaro, departamento por el cual fue reelecto en 1849, 1852 y 1855; integrando y encabezando la Comisión permanente de Constitución, Legislación y Justicia.
Enviudó en 1853. No volvió a contraer matrimonio, y pasó en 1860 a cuidar de su hacienda familiar, alejándose del mundo político.